# Елла Маккей
«Елла Маккей» (англ. Ella McCay) — майбутній американський комедійний фільм, сценарист і режисер Джеймс Л. Брукс. Головну роль виконує Емма Маккі, а ролі другого плану — Вуді Гаррельсон, Джеймі Лі Кертіс, Айо Едебірі, Кумайл Нанджіані, Джек Лоуден, Ребекка Голл і Альберт Брукс.

## Синопсис
Молодий політик намагається збалансувати роботу та сімейне життя, обіймаючи посаду губернатора свого штату.

## Акторський склад
- Емма Маккі — Елла Маккей
- Джеймі Лі Кертіс
- Вуді Гаррельсон
- Айо Едебірі
- Альберт Брукс
- Кумейл Нанджіані
- Спайк Ферн
- Джек Лоуден
- Еріка Макдермотт
- Ребекка Голл

## Виробництво
У листопаді 2023 року було оголошено, що Джеймс Л. Брукс стане сценаристом і режисером свого першого фільму за тринадцять років, а дистриб'ютором виступить студія 20th Century Studios. Емма Маккі, Джеймі Лі Кертіс, Вуді Гаррельсон, Айо Едебірі, Альберт Брукс, Кумайл Нанджіані та Спайк Фірн зіграють основні ролі. У лютому 2024 року до акторського складу приєдналися Джек Лоуден і Ребекка Холл.
Зйомки почалися 1 лютого 2024 року в Род-Айленді, де Брукс та актори з'явилися на пресконференції в капітолії штату Род-Айленд, щоб оголосити про початок виробництва. Зйомки також відбувалися у Клівленді, штат Огайо.